# Безоццо
Безоццо (італ. Besozzo) — муніципалітет в Італії, у регіоні Ломбардія,  провінція Варезе.
Безоццо розташоване на відстані близько 540 км на північний захід від Рима, 60 км на північний захід від Мілана, 14 км на захід від Варезе.
Населення — 9149 осіб (2014).
Щорічний фестиваль відбувається 26 серпня. Покровитель — святий Алессандро.

## Демографія
Населення за роками:

Станом на 1 січня 2023 року в муніципалітеті офіційно проживало 809 іноземців з 64 країн, серед них 283 громадяни країн Євросоюзу та 76 громадян України.

## Сусідні муніципалітети
- Барделло
- Бельджирате
- Бреббія
- Каравате
- Коккуїо-Тревізаго
- Гавірате
- Джемоніо
- Леджуно
- Мальджессо
- Монвалле
- Санджано